# 阿帕拉契亞冰原島峰
69°44′S 71°4′W / 69.733°S 71.067°W
阿帕拉契亞冰原島峰（英語：Appalachia Nunataks）是南極洲的冰原島峰，位於亞歷山大一世島的埃爾加高地西部，海拔高度約600米，現時由南極條約體系管理。